# Stazione di Pompei
La stazione di Pompei è posta sulla linea Napoli-Battipaglia, nel centro cittadino di Pompei.
La stazione sostituisce quella preesistente, la quale era ubicata nei pressi degli scavi archeologici: la nuova stazione ha 3 binari passeggeri, mentre in passato era presente anche uno scalo merci poi trasformato in parcheggio.
A Pompei fermano treni regionali e metropolitani in servizio regionale, oltre che una coppia di Frecciarossa da/per Roma (con il solo treno del ritorno prolungato su Firenze) via Napoli, la quale viene effettuata ogni domenica (fatta eccezione nei periodi festivi). In passato fermavano Espressi, InterCity ed Eurostar.

## Servizi
La stazione dispone di:
- Biglietteria
- Bar